# Karel Zeman
Karel Zeman, född 3 november 1910 i Ostroměř, Österrike-Ungern (numera i Tjeckien), död 5 april 1989, var en tjeckoslovakisk filmregissör och animatör. Han är känd för sina filmer som blandar skådespelare och animerade inslag. Tillsammans med Jiří Trnka räknas han som en ledande pionjär inom tjeckisk animation. Zeman gjorde sin första kortfilm 1946 och långfilmsdebuterade 1952 med dockfilmen Skatten på Fågelön. Under 1950- och 1960-talen blev han internationellt framgångsrik med flera delvis animerade äventyrsfilmer, som dinosauriefilmen Cesta do pravěku ("Resa till urtiden") från 1955, Jules Verne-filmatiseringen Det fantastiska äventyret från 1958 och Baron Prášil från 1961, som handlar om Baron von Münchhausen. I sina tre sista långfilmer återgick han helt till animation. Flera av hans filmer har ett bilduttryck inspirerat av stål- och kopparstick. Han har på grund av sin stil och sina motiv blivit jämförd med Georges Méliès.

## Filmer i urval
- Vánoční sen (1946) - kortfilm
- Pan Prokouk (1947-1959) - kortfilmer
- Inspiration (Inspirace) (1949) - kortfilm
- Kung Lavra (Král Lávra) (1950) - kortfilm
- Skatten på Fågelön (Poklad Ptačího ostrova) (1952)
- Cesta do pravěku (1955)
- Det fantastiska äventyret (Vynález zkázy) (1958)
- Baron Prášil (1961)
- En narrkrönika (Bláznova kronika) (1964)
- Luftskeppet (Ukradená vzducholoď) (1967)
- Kometen (Na kometě) (1970)
- Pohádky tisíce a jedné noci (1974)
- Trollkarlens lärling (Čarodějův učeň) (1978)
- Pohádka o Honzíkovi a Mařence (1980)